# Death Note (film, 2006)
Pour les articles homonymes, voir Death Note.
Série
Death Note 2: The Last Name
(2006)
Pour plus de détails, voir Fiche technique et Distribution.
Death Note (デスノート, Desu Nōto) est un film japonais de Shūsuke Kaneko sorti au Japon le 17 juin 2006 et le 9 janvier 2008 en France.
Il s'agit de la première adaptation cinématographique du manga Death Note créé par Tsugumi Ōba et Takeshi Obata. Il est directement suivi de Death Note 2: The Last Name.

## Synopsis
Light Yagami est un brillant lycéen qui trouve un jour un carnet ayant le pouvoir de faire mourir tout être humain dont le nom y est inscrit, mais cela doit être fait en respectant certaines règles précises. Grâce à ce Death Note, il espère rendre le monde meilleur, afin de créer une société dépourvue de criminels, de vices… Pour cela il entame sa quête en éliminant les plus grands criminels du monde. 
Le Death Note permet de tuer d'une crise cardiaque la personne dont on inscrit le nom, à condition de connaître son visage, ainsi, rapidement la police comprend qu'un individu tue les criminels. Mais comment le trouver ? Comment trouver celui que l'on nomme Kira et qui semble avoir les pouvoirs d'un Dieu ?
Mais rapidement, un certain L, détective hors du commun et ayant résolu des affaires que nul ne semblait pouvoir élucider, va se mettre en travers de son chemin et tenter de démasquer ce mystérieux tueur de criminels ; pour cela, Light et L devront confronter leur intelligence, leur talent et leur capacité de raisonnement.

## Fiche technique
- Réalisation : Shūsuke Kaneko
- Direction : Matsue Yoshiki
- Production : Shūsuke Kaneko
- Scénario : Tsugumi Ōba et Takeshi Obata (manga), Tetsuya Oishi (film)
- Musique : Kenji Kawai
- Montage : Yousuke Yafune
- Distribution : Nippon Television Network Corporation (NTV Japon), Viz Pictures (USA), Kazé  & Eurozoom (France)
- Genre : Thriller / Policier
- Durée : 126 min
- Dates de sortie :
  -  Japon : 17 juin 2006
  -  États-Unis : 21 avril 2007
  -  France : 9 janvier 2008

## Distribution
- Tatsuya Fujiwara (VF : Olivier Korol) : Light Yagami
- Ken'ichi Matsuyama (V. F. : Gérard Malabat) : L / Ryûzaki
- Toda Erika (V. F. : Constance Lecavelle) : Amane Misa
- Kaga Takeshi (V. F. : Philippe Valmont) : Soichiro Yagami
- Aoyama Souta (V. F. : Jean-Yves Brignon) : Matsuda
- Shimizu Shin : Aizawa
- Nakamura Ikuji : Mogi
- Okuda Tatsuhito (V. F. : Luc Boulad) : Ukita
- Shunji Fujimura (V. F. : Cyrille Monge) : Watari

## Récompenses
- 2007 : Mainichi Film Concours
- 2007 : Festival du film de Yokohama : Best New Talent Ken'ichi Matsuyama
- 2007 : Brussels International Festival of Fantasy Film : Prix Pégase du public pour Shūsuke Kaneko
- 2007 : Hong Kong Film Awards (nommé)
- 2007 : Awards of the Japanese Academy (nommé)
- 2006 : Hochi Film Awards : Best New Actor Ken'ichi Matsuyama

## Autour du film
Il y a quelques différences avec le manga original, notamment l'apparition d'un personnage inédit : Shiori.
De plus, dans l'anime, Light et L se rencontrent lors des examens pour l'université, contrairement au film où ils se rencontrent lorsque la petite amie de Light se fait tuer.